# Drużynowe mistrzostwa Polski w podnoszeniu ciężarów kobiet
Drużynowe mistrzostwa Polski w podnoszeniu ciężarów kobiet – polskie rozgrywki ligowe w podnoszeniu ciężarów.

## Edycje
| Rok  | Złoty medal       | Srebrny medal     | Brązowy medal          | Źródło      |
| ---- | ----------------- | ----------------- | ---------------------- | ----------- |
| 2008 | WLKS Siedlce      | Mazovia Ciechanów | AZS-AWF Biała Podlaska | [ 1 ]       |
| 2009 | Mazovia Ciechanów | WLKS Siedlce      | Znicz Biłgoraj         | [ 2 ]       |
| 2010 | Mazovia Ciechanów | Unia Hrubieszów   | Tytan Oława            | [ 3 ] [ 4 ] |
| 2011 | Mazovia Ciechanów | WLKS Siedlce      | Znicz Biłgoraj         | [ 5 ]       |
| 2012 | Mazovia Ciechanów | WLKS Siedlce      | Zawisza Bydgoszcz      | [ 6 ]       |
| 2013 | Tytan Oława       | WLKS Siedlce      | Mazovia Ciechanów      | [ 7 ]       |